# Futaba Kioka
Futaba Kioka (22 de novembro de 1965) é uma ex-futebolista japonesa que atuava como meia.

## Carreira
Futaba Kioka representou a Seleção Japonesa de Futebol Feminino, nas Olimpíadas de 1996, ela marcou um gol nesta edição. 